# Сестра и брат
«Сестра и брат» — белорусский мультипликационный фильм, снятый на киностудии «Беларусьфильм» в 2002 году. Мультфильм участвовал в конкурсной программе фестиваля Суздаль-2003.

## Сюжет
Мультфильм по сюжету народной сказки, в которой Иванушка превращается в козленка, а его сестру губит злая ведьма. Но злые силы, собравшиеся на шабаш, торжествуют недолго. Любовь — вот что противостоит злу, и чудо произойдёт...

## Съёмочная группа
| Режиссёр-постановщик   | Ирина Кодюкова                                  |
| Автор сценария         | Ирина Кодюкова                                  |
| Художник-постановщик   | Наталия Навоенко, Игорь Хруцкий                 |
| Кинооператор           | Галина Гирева                                   |
| Музыкальное оформление | Наталия Романенко                               |
| Звукооператор          | Андрей Волков                                   |
| Текст читает           | Геннадий Мушперт                                |
| Художник-аниматор      | Ирина Кодюкова, Наталия Хаткевич, Игорь Хруцкий |
| Художники              | Елена Лапотко, Наталия Романенко                |
| Монтаж                 | Наталия Попова                                  |
| Цветоустановка         | Тамара Алексеева                                |
| Редактор               | Дмитрий Якутович                                |
| Директор               | Леонарда Зубенко                                |